# Erioptera (Erioptera) andina
Erioptera (Erioptera) andina is een tweevleugelige uit de familie steltmuggen (Limoniidae). De soort komt voor in het Neotropisch gebied.